# Мерион, Шарль
Шарль Мерион (фр. Charles Meryon; 23 ноября 1821, Париж — 13 февраля 1868, Шарантон-ле-Пон, департамент Валь-де-Марн) — французский художник и гравёр.

## Биография
Шарль Мерион родился в Париже 23 ноября 1821 года. Внебрачный сын оперной танцовщицы из Парижа и британского медика Чарльза Льюиса Мериона, окончил школу морских офицеров, в которую поступил в 1837 году. На судах «Алжир», а после «Монтебелло» он посетил Алжир, Тунис, Смирну, Афины, Аргос; на борту корвета «Рейн» совершил плавание к берегам Новой Зеландии, Новой Каледонии, Океании. Во время этого последнего путешествия, поражённый видами Новой Зеландии, пристрастился к рисованию. В 1847 году он оставил флот по состоянию здоровья в звании лейтенанта и остался в Париже, чтобы посвятить себя живописи. «Возможно, это сделает меня несчастным, но если я поступлю иначе, я буду жалеть всю оставшуюся жизнь», — писал он. Учился в Лувре, копируя работы Жака-Луи Давида, голландских художников. Обнаружив, что он дальтоник, обратился к гравюре, которую изучал под руководством своего друга — гравёра Эжена Блери, преподававшего ему методы офорта. Для печати Мерион предпочитал зеленоватую бумагу XVIII века, тонкую голландскую и цветную японскую бумагу. «Мой дефект зрения таков, что я предпочитаю красоты чёрно-белых гравюр с их градацией серого ярким краскам живописных полотен», — признавался художник. Подружился с графиком и художником-импрессионистом Феликсом Бракмоном, тот оставил его портрет.
В 1858 году у Мериона случается первый приступ депрессии, и его помещают в приют Charenton. После криза он вновь возвращается к офорту, но его работы лишаются прежнего блеска. В 1861 году он работал в Офортном фонде Парижа, но его состояние всё ухудшалось. Мерион закончил свою жизнь в приюте Charenton 13 февраля 1868 года, куда был помещён вследствие серьёзного душевного расстройства (депрессия, галлюцинации, мания преследования) в возрасте 46 лет.

## Наследие и признание

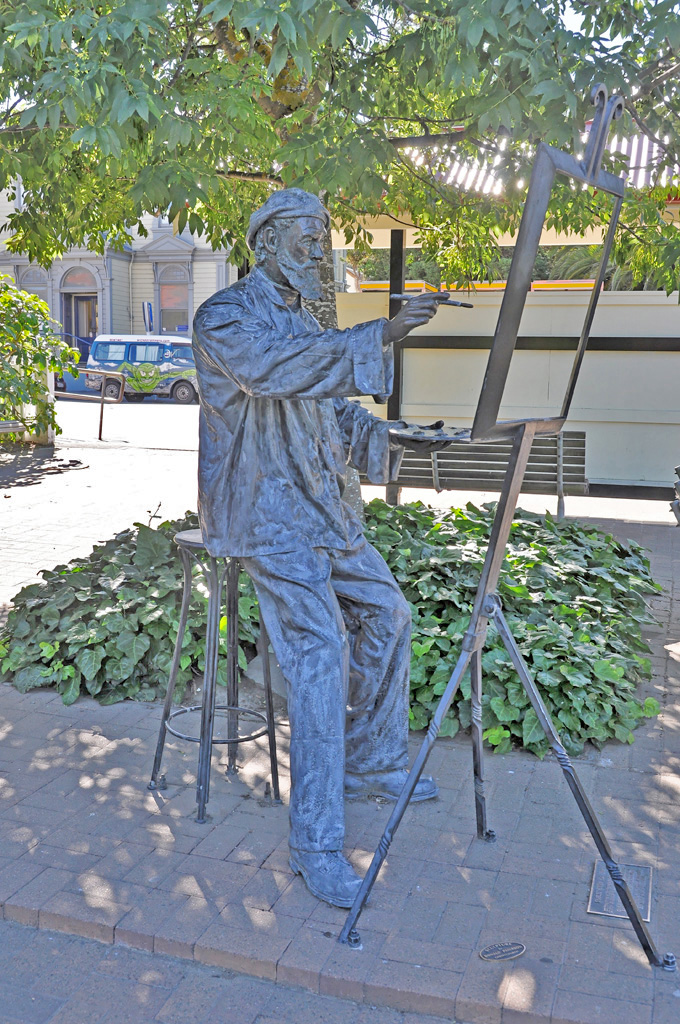
Памятник Шарлю Мериону в Акароа, Новая Зеландия (Южный остров)

Офорты, посвящённые Парижу, созданные в 1850—1854 годах — самое значительное из работ Мериона (исследователи говорят о «мерионовском Париже»). Его офортами с видами Парижа восхищались Гюго, Бодлер, Ван Гог, Пьер Жан Жув. Виктор Гюго, сам замечательный рисовальщик, писал Бодлеру: «Поскольку Вы знакомы с Мерионом, скажите ему, что его офорты с их светотенью, сиянием и мраком совершенно ослепили меня».

## Память
В селе Акароа на полуострове Банкс в регионе Кентербери на Южном острове Новой Зеландии Шарлю Мериону установлен памятник.